# Апелляционный суд одиннадцатого округа США
Апелляцио́нный суд оди́ннадцатого о́круга США (дословно Апелляционный суд США по одиннадцатому федеральному апелляционному округу; англ. United States Court of Appeals for the Eleventh Circuit, сокращённо 11th Cir. либо CA11) — федеральный суд апелляционной инстанции США, рассматривающий дела в штатах Алабама, Джорджия и Флорида.
Суд расположен в здании Апелляционного суда имени Эльберта Таттла в Атланте, штат Джорджия.
Первоначально штаты Алабама, Джорджия и Флорида входили в состав пятого апелляционного округа и находились под юрисдикцией Апелляционного суда пятого округа, но после проведённой в 1981 году реорганизации они были выделены в самостоятельный округ. В связи с этим все решения, которые были приняты Апелляционным судом пятого округа до 1981 года являются обязательным прецедентом в одиннадцатом округе.
Верховный суд США может проверить и пересмотреть решение Апелляционного суда только в том случае, если оно существенно нарушает сложившуюся судебную практику либо имеется неразрешённая коллизия в вопросе федерального права.

## Территориальная юрисдикция
В Апелляционном суде по одиннадцатому федеральному апелляционному округу обжалуются окончательные решения, принятые по вопросам, относящимся к федеральной юрисдикции, следующих нижестоящих судов федерального уровня:
- Федеральный окружной суд Среднего округа Алабамы
- Федеральный окружной суд Северного округа Алабамы
- Федеральный окружной суд Южного округа Алабамы
- Федеральный окружной суд Среднего округа Джорджии
- Федеральный окружной суд Северного округа Джорджии
- Федеральный окружной суд Южного округа Джорджии
- Федеральный окружной суд Среднего округа Флориды
- Федеральный окружной суд Северного округа Флориды
- Федеральный окружной суд Южного округа Флориды